# Cicuiara nitidula
Cicuiara nitidula là một loài bọ cánh cứng trong họ Cerambycidae.